# Stary Lubotyń (gemeente)
De gemeente Stary Lubotyń is een landgemeente in het Poolse woiwodschap Mazovië, in powiat Ostrowski (Mazovië).
De zetel van de gemeente is in Stary Lubotyń.
Op 30 juni 2004 telde de gemeente 4037 inwoners.

## Oppervlakte gegevens
In 2002 bedroeg de totale oppervlakte van gemeente Stary Lubotyń 109,16 km², waarvan:
- agrarisch gebied: 80%
- bossen: 16%

De gemeente beslaat 8,91% van de totale oppervlakte van de powiat.

## Demografie
Stand op 30 juni 2004:
| Omschrijving                   | Totaal | Totaal | Vrouwen | Vrouwen | Mannen | Mannen |
| ------------------------------ | ------ | ------ | ------- | ------- | ------ | ------ |
| eenheid                        | aantal | %      | aantal  | %       | aantal | %      |
| inwoners                       | 4037   | 100    | 2008    | 49,7    | 2029   | 50,3   |
| bevolkingsdichtheid (inw./km²) | 37     | 37     | 18,4    | 18,4    | 18,6   | 18,6   |

In 2002 bedroeg het gemiddelde inkomen per inwoner 1503,42 zł.

## Plaatsen
Budziszki, Chmielewo, Gawki, Gniazdowo, Grądziki, Gumowo, Klimonty, Kosewo, Koskowo, Lubotyń-Kolonia, Lubotyń-Morgi, Lubotyń-Włóki, Podbiele, Podbielko, Rabędy Rogowo-Folwark, Rogówek, Rząśnik, Stare Rogowo, Stary Lubotyń, Stary Turobin, Sulęcin Szlachecki, Sulęcin Włościański, Świerże, Turobin-Brzozowa, Żochowo, Żyłowo.

## Aangrenzende gemeenten
Czerwin, Ostrów Mazowiecka, Szumowo, Śniadowo